# Björn Lind
Pour les articles homonymes, voir Lind.
Björn Lind, né le 22 mars 1978 à Österåker, est un ancien skieur de fond suédois. Il a participé à trois éditions des Jeux olympiques d'hiver en 2002, 2006 et 2010, obtenant deux titres olympiques en 2006.

## Palmarès

### Jeux olympiques
- Médaille d'or du sprint par équipes aux Jeux olympiques d'hiver de 2006 à Turin.
- Médaille d'or en sprint libre aux Jeux olympiques d'hiver de 2006 à Turin

### Coupe du monde
- 4e du classement général de la coupe du monde 2006.
- vainqueur du classement du sprint en 2006.
- huit podiums dont trois victoires dans des épreuves de la Coupe du monde (Nové Město, Otepää et Davos durant la saison 2005-2006).

### Championnats du monde
- Meilleur résultat : 4e du sprint classique en 2005 et 2007.